# Estas são as armas
Estas são as armas (Aquestes són les armes) és una pel·lícula documental de Moçambic rodada en 1978.

## Argument
Rodada per un grup d'estudiants de l'Institut Nacional de Cinema (INC) sota la supervisió de Murilo Salles i Luís Bernardo Honwana, el documental mostra imatges de la invasió de la República Popular de Moçambic per tropes de Rhodèsia. En 1977, un equip de rodatge va sortir de Maputo cap a la província de Tete per rodar un reportatge sobre els danys provocats pels bombardejos aeris en zones habitades per camperols.